# 1056 до н. е.

## Події
- Ассирія: цар Еріба-Адад II сходить на трон.